# 박길우
박길우(1967년 1월 4일~)는 대한민국의 휠체어 컬링 선수이다. 